# Ridsport vid olympiska sommarspelen 1988
Ridsport vid olympiska sommarspelen 1988 arrangerades mellan 19 september och 2 oktober på Seoul Race Park i Gwacheon. 

## Medaljtabell
| Pl. | Nation         | Guld | Silver | Brons | Totalt |
| --- | -------------- | ---- | ------ | ----- | ------ |
| 1   | Västtyskland   | 4    | 0      | 1     | 5      |
| 2   | Frankrike      | 1    | 1      | 1     | 3      |
| 3   | Nya Zeeland    | 1    | 0      | 1     | 2      |
| 4   | Storbritannien | 0    | 2      | 1     | 3      |
| 5   | USA            | 0    | 2      | 0     | 2      |
| 6   | Schweiz        | 0    | 1      | 1     | 2      |
| 7   | Kanada         | 0    | 0      | 1     | 1      |

## Medaljsammanfattning

### Dressyr
| Gren                            | Guld                                                                                | Guld                                                                                | Silver                                                                       | Silver                                                                       | Brons                                                          | Brons                                                          |
| ------------------------------- | ----------------------------------------------------------------------------------- | ----------------------------------------------------------------------------------- | ---------------------------------------------------------------------------- | ---------------------------------------------------------------------------- | -------------------------------------------------------------- | -------------------------------------------------------------- |
| Individuell dressyr detaljer    | Nicole Uphoff Västtyskland                                                          | Nicole Uphoff Västtyskland                                                          | Margit Otto-Crepin Frankrike                                                 | Margit Otto-Crepin Frankrike                                                 | Christine Stückelberger Schweiz                                | Christine Stückelberger Schweiz                                |
| Lagtävlingen i dressyr detaljer | Västtyskland Reiner Klimke Ann Katherin Linsenhoff Monica Theodorescu Nicole Uphoff | Västtyskland Reiner Klimke Ann Katherin Linsenhoff Monica Theodorescu Nicole Uphoff | Schweiz Otto Hofer Christine Stückelberger Daniel Ramseier Samuel Schatzmann | Schweiz Otto Hofer Christine Stückelberger Daniel Ramseier Samuel Schatzmann | Kanada Cynthia Ishoy Eva-Maria Pracht Gina Smith Ashley Nicoll | Kanada Cynthia Ishoy Eva-Maria Pracht Gina Smith Ashley Nicoll |

### Fälttävlan
| Gren                               | Guld                                                                       | Guld                                                                       | Silver                                                                     | Silver                                                                     | Brons                                                               | Brons                                                               |
| ---------------------------------- | -------------------------------------------------------------------------- | -------------------------------------------------------------------------- | -------------------------------------------------------------------------- | -------------------------------------------------------------------------- | ------------------------------------------------------------------- | ------------------------------------------------------------------- |
| Individuell fälttävlan detaljer    | Mark Todd Nya Zeeland                                                      | Mark Todd Nya Zeeland                                                      | Ian Stark Storbritannien                                                   | Ian Stark Storbritannien                                                   | Virginia Holgate Leng Storbritannien                                | Virginia Holgate Leng Storbritannien                                |
| Lagtävlingen i fälttävlan detaljer | Västtyskland Claus Erhorn Matthias Baumann Thies Kaspareit Ralf Ehrenbrink | Västtyskland Claus Erhorn Matthias Baumann Thies Kaspareit Ralf Ehrenbrink | Storbritannien Mark Phillips Karen Straker Virginia Holgate Leng Ian Stark | Storbritannien Mark Phillips Karen Straker Virginia Holgate Leng Ian Stark | Nya Zeeland Mark Todd Marges Knighton Andrew Bennie Tinks Pottinger | Nya Zeeland Mark Todd Marges Knighton Andrew Bennie Tinks Pottinger |

### Hoppning
| Gren                             | Guld                                                                             | Guld                                                                             | Silver                                              | Silver                                              | Brons                                                                | Brons                                                                |
| -------------------------------- | -------------------------------------------------------------------------------- | -------------------------------------------------------------------------------- | --------------------------------------------------- | --------------------------------------------------- | -------------------------------------------------------------------- | -------------------------------------------------------------------- |
| Individuell hoppning detaljer    | Pierre Durand Frankrike                                                          | Pierre Durand Frankrike                                                          | Greg Best USA                                       | Greg Best USA                                       | Karsten Huck Västtyskland                                            | Karsten Huck Västtyskland                                            |
| Lagtävlingen i hoppning detaljer | Västtyskland Ludger Beerbaum Wolfgang Brinkman Dirk Hafemeister Franke Sloothaak | Västtyskland Ludger Beerbaum Wolfgang Brinkman Dirk Hafemeister Franke Sloothaak | USA Greg Best Lisa Jaquin Anne Kursinske Joe Fargis | USA Greg Best Lisa Jaquin Anne Kursinske Joe Fargis | Frankrike Hubert Bourdy Frédéric Cottier Michel Robert Pierre Durand | Frankrike Hubert Bourdy Frédéric Cottier Michel Robert Pierre Durand |

Denna tabell: visa • redigera

## Fotnoter
1. ↑  ”1988 The Sport”. FEI. http://history.fei.org/node/2. Läst 16 december 2014.
2. 1 2 3 4 5 6  ”Results”. FEI. http://history.fei.org/node/3. Läst 16 december 2014.